# Inermestoloides
Inermestoloides is een kevergeslacht uit de familie van de boktorren (Cerambycidae). De wetenschappelijke naam van het geslacht werd voor het eerst geldig gepubliceerd in 1966 door Breuning.

## Soorten
Inermestoloides omvat de volgende soorten:
- Inermestoloides praeapicealba Breuning, 1966
- Inermestoloides rumuara Martins & Galileo, 2007